# Église Santa Maria Maggiore (Tivoli)
Pour les articles homonymes, voir Église Santa Maria Maggiore.
L'église Santa Maria Maggiore (en français : Sainte-Marie-Majeure), également appelée localement « San Francesco », est l'une des plus importantes églises de la ville de Tivoli — située sur la piazzale di Villa d'Este —, dans la région du Latium en Italie. Elle est dédiée depuis le Ve siècle à Marie et est, depuis 1856, l'église de la paroisse de Santa Croce, l'un des quatre quartiers (rione) tiburtins.

## Historique
La première église aurait été construite, sur les vestiges de la villa romaine de Salluste, par le pape Simplice dans la deuxième moitié du Ve siècle sans que cela soit totalement avéré,,. Plus probablement, le premier édifice daterait du IXe siècle lors de la période de la Renaissance carolingienne en Europe,. Au XIIe siècle, l'édifice est complètement restructuré et agrandi sous l'impulsion d'un moine bénédictin du nom de Giovanni.
L'église est attribuée à l'ordre de Saint-Benoît (jusqu'en 1256), puis aux Frères mineurs conventuels (de 1256 à 1461) et enfin, sur décision du pape Pie II à la suite de son séjour tiburtin à la Rocca Pia, à l'Ordre des frères mineurs (Franciscains) (à partir de 1461) qui la gère toujours. Après l'écroulement de l'église Santa Croce en 1843, l'église Santa Maria Maggiore devient l'église de la paroisse de Santa Croce.

## Architecture et décorations
Au XIIe siècle, l'église Santa Maria Maggiore est complètement restructurée (l'entrée est alors diamétralement opposée) et agrandie sous l'impulsion d'un moine bénédictin du nom de Giovanni; à la fin du XIVe siècle les arches latérales du porche d'entrée sont murées. L'église est composée de trois nefs avec des chapelles latérales seulement présentes sur le côté gauche, du fait du mur mitoyen avec les bâtiments de la villa d'Este qui lors de sa construction au XVIe siècle ont empiété sur l'édifice religieux en les supprimant, bien qu'il soit aussi possible que les chapelles latérales droites n'aient jamais existé. En 1392, l'église se voit reconstruire un nouveau portail de style gothique tardif réalisé par Angelo da Tivoli. Les derniers travaux majeurs, se déroulent de 1590 à 1607 avec l'édification du campanile sur les plans, peut-être, de l'architecte Giovanni Alberto Galvani (qui est aussi l'auteur du maître-autel de l'église et avait travaillé pour la villa d'Este).
L'église possède un dallage de style cosmatesque du XIIIe siècle et un crucifix attribué à Baccio da Montelupo. Le maître-autel abrite une Madonna delle Grazie du XIIIe siècle due au peintre Jacopo Torriti,. Le presbytère possède trésor constitué d'un important triptyque réalisé vers 1369 par Bartolomeo Bulgarini et d'un polyptyque de la Vierge attribué, selon les sources, soit à l'école de Luca Signorelli soit à un élève de Monaldo Trofi.
L'église accueille sous le presbytère le tombeau du cardinal Hippolyte d'Este — mort à Rome en 1572, mais dont la vie a été particulièrement liée à la ville avec l'édification de la villa d'Este qui est mitoyenne à l'église — après le transfert de son corps.

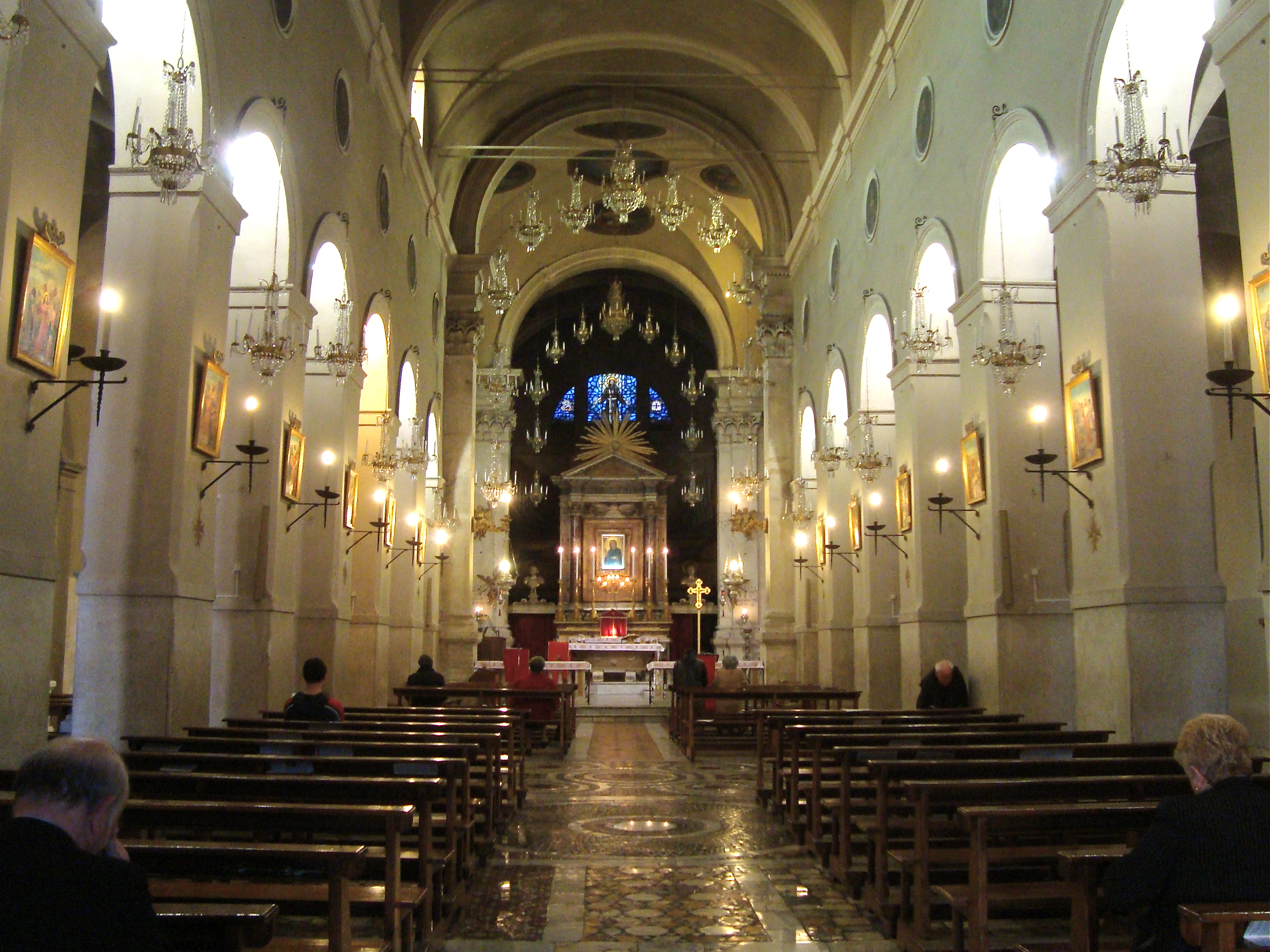
La nef centrale.
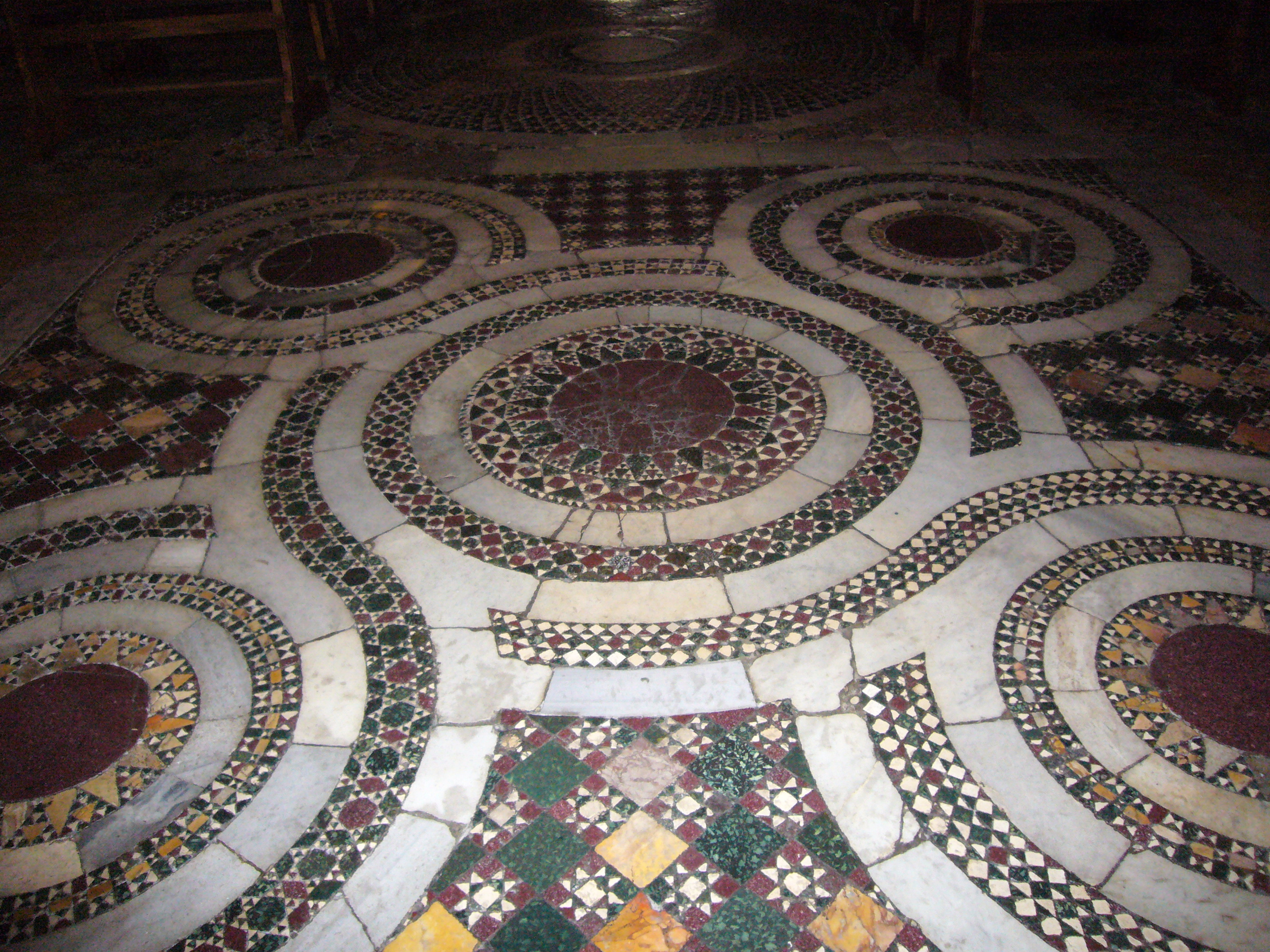
Le dallage de style cosmatesque.
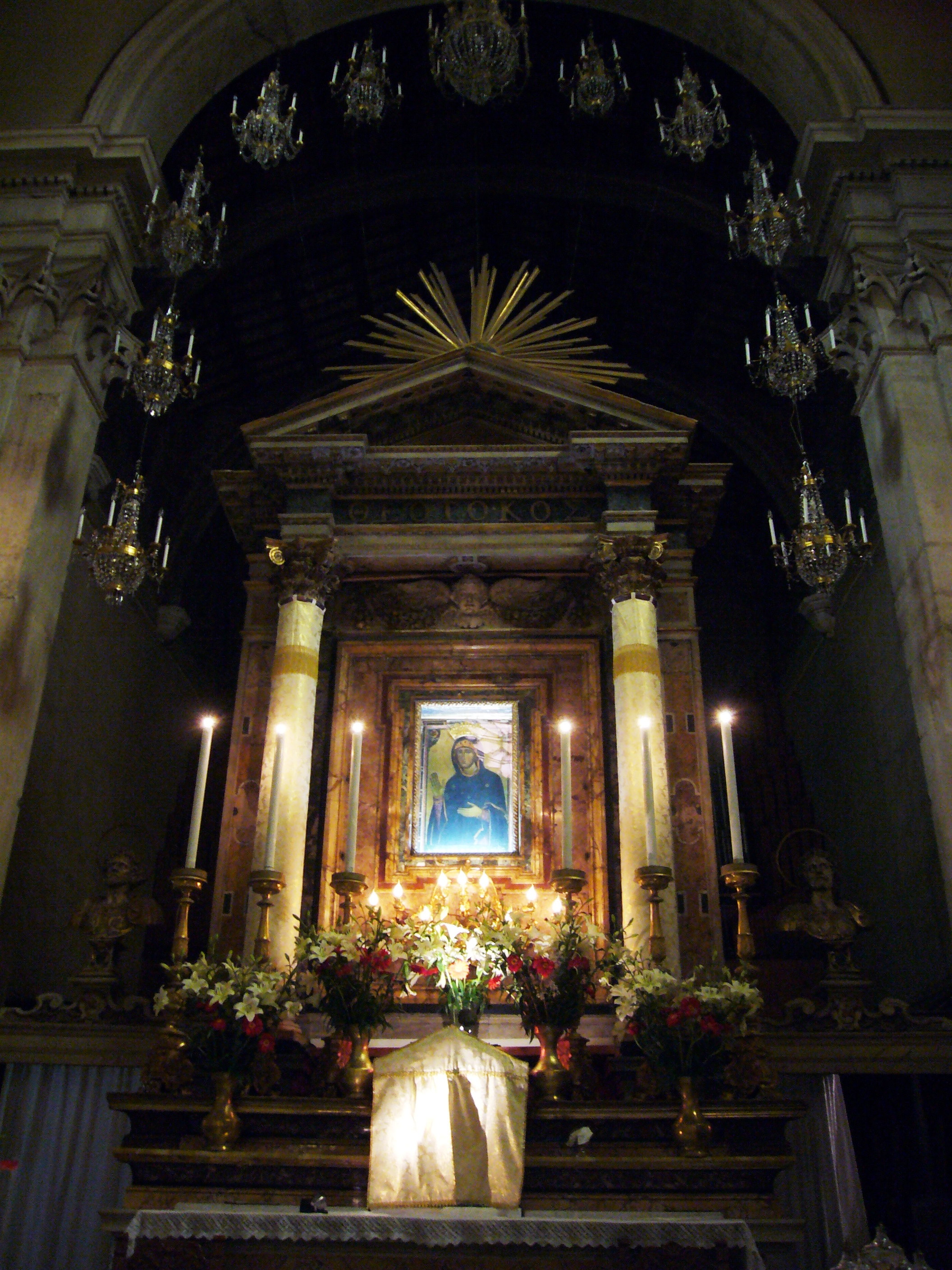
Le maître-autel.
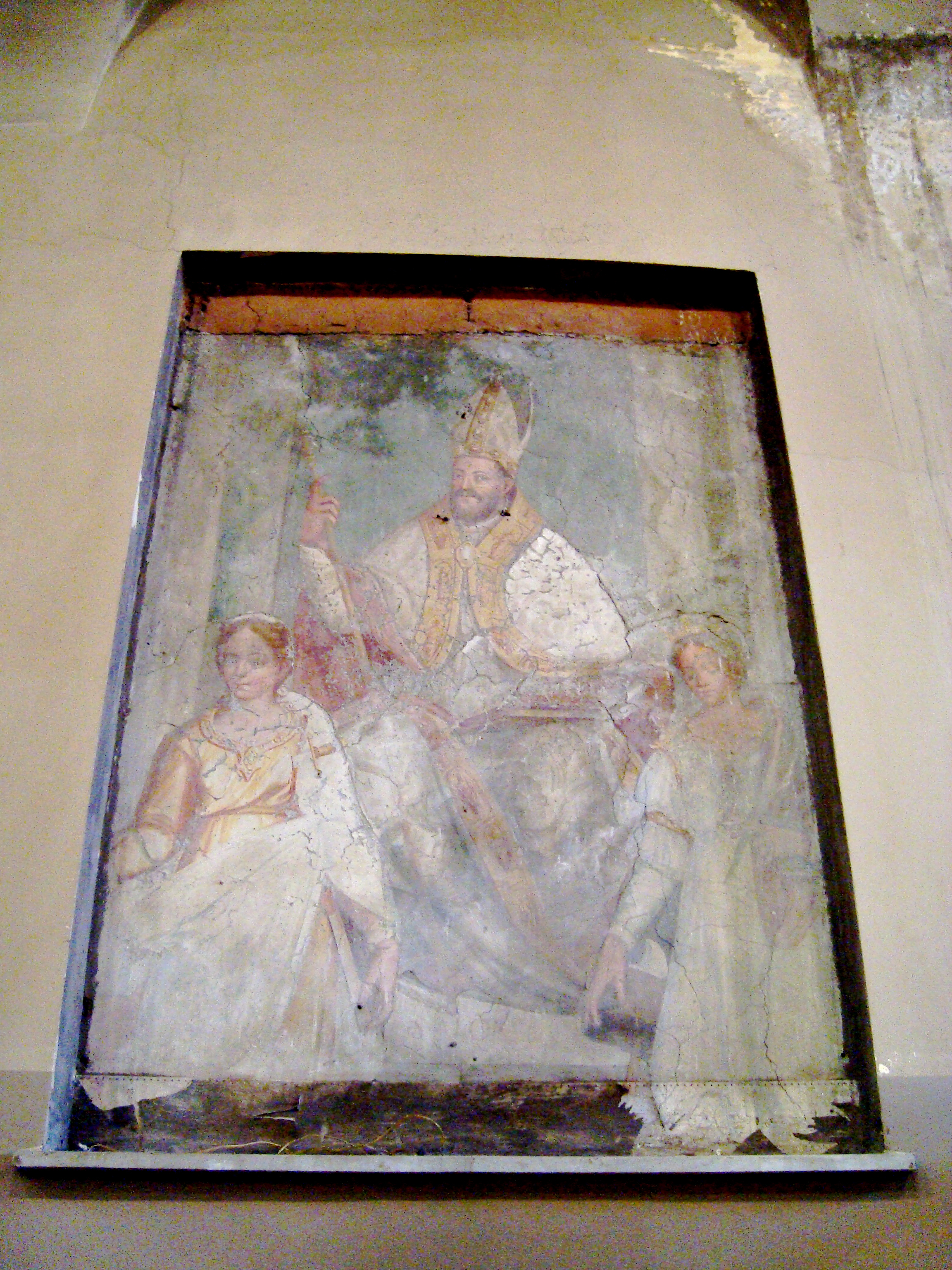
La fresque Éloi de Noyon.